# Барбара Мікульскі
Барбара Енн Мікульскі (англ. Barbara Ann Mikulski; нар. 20 липня 1936, Балтимор, Меріленд) — американський політик, сенатор США від штату Меріленд з 1987 року. Член Демократичної партії.

## Життєпис
У 1958 закінчила Mount Saint Agnes College. Вона вчилася в Університеті Меріленду, потім була соціальним працівником і викладачем в університеті. Член Палати представників Конгресу США з 1977 по 1987 роки.
Мікульскі є католичкою польського походження.